# Homemade Jamz Blues Band
Homemade Jamz Blues Band ist eine US-amerikanische Bluesband aus Tupelo, Mississippi.
Die Bandgeschichte begann als der achtjährige Ryan Perry die E-Gitarre seines Vaters fand und sofort mit dem Spielen begann. Schon nach einem Monat gewann er einen Talentewettbewerb. Gemeinsam mit seinem jüngeren Bruder Kyle am Bass und der kleinen Schwester Taya bildete er eine Band, die schon bald Musikgeschichte schrieb. Taya hatte nur 2 Monate Schlagzeugunterricht, der Rest war Naturtalent. Sie waren die jüngste Musiker, die jemals einen Vertrag bei einer großen Plattenfirma bekamen. Im Dezember 2007 unterzeichneten sie beim Label NorthernBlues Music aus Toronto, das bei Bluesfans einen guten Ruf hat. Im Juni 2008 erschien dann ihr Debütalbum Pay Me No Mind und 2009 folgte I Got Blues for You.
Über ihren Stil schreibt Greg Prato im All Music Guide, dass sie für den Fan von Bluesrock im Stil von Stevie Ray Vaughan oder Jeff Healey sicherlich hörenswert sind und dass ihre Alben beweisen, dass sie die Führer der nächsten Generation des Bluesrocks sein werden.
Und B. B. King sagte über sie: “These young kids have got energy, talent and do the blues proud with their own flavor. I believe they’ve got a great future ahead.”(Diese Kids haben Energie, Talent und spielen den Blues stolz mit eigenem Stil. Ich glaube, sie haben eine große Zukunft vor sich.) Und über ihr Debütalbum schreibt Steve Legett im All Music Guide: This is a group that can only get better, and that's a delightfully scary thought, because this album is pretty good already. (Das ist eine Band, die nur besser werden kann und das sind erfreuliche Aussichten, denn dieses Album ist schon ziemlich gut.)
Trotz ihrer Jugend haben sie schon auf vielen Festivals und in Klubs in Nordamerika (zum Beispiel dem Chicago Blues Festival) und Europa gespielt. Eine weitere Besonderheit der Band sind die Instrumente, die Gitarre und der Bass der Musiker sind aus Ford-Autoteilen hergestellt, das Logo ist noch sichtbar. Auch in den Charts sind sie vertreten, so erreichte ihr zweites Album Platz 11 der Billboard Top Bluesalben Charts und ihr Debütalbum Platz 3.

## Auszeichnungen
- 2. Platz 23rd International Blues Challenge (von 157 Bands)
- Bay Area Blues Society’s "West Coast Hall of Fame Blues New Artist of the Year  2008".

## Diskographie
- Pay Me No Mind - NorthernBlues 2008
- I got Blues for You - NorthernBlues 2009